# Пети крсташки рат
Пети крсташки рат вођен је у периоду од 1213. до 1221. године. Започео је као пљачкашки поход угарског краља Андрије Арпада којега је подржавао папа Иноћентије III. Касније, 1218. године, поход настављају Холанђани, Фламанци, Фризијци предвођени Вилијамом I Холандским и папским легатом Пелагијем Галванијем. На страни хришћана учествује и Иконијски (Румски) султанат против којих су владари ајубидске династије ратовали у Сирији. Крсташи освајају Дамијету одакле предузимају поход на Каиро. Он се завршио неуспехом након кога се крсташи повлаче у Европу.

## Увод
Крајем 12. и почетком 13. века у Немачкој се води борба око царске круне између кућа Велфа коју је представљао Отон IV и куће Хоенштауфен коју је представљао Филип од Швабије. Године 1208. Филип од Швабије је убијен од стране атентатора, а папа Иноћентије III крунише Отона за цара. Убрзо избија сукоб између Отона и Иноћентија око Сицилије. Иноћентије лишава Отона царске круне, а на власт доводи Фридриха II, нећака Фридриха Барбадосе. У марту 1212. Фридрих са малом групом присталица долази у Ахен одакле организује државни удар и свргава Отона са власти. У децембру 1212. године у Мајнцу, Фридрих је крунисан за немачког цара. Након примања круне, Фридрих је на себе ставио Крст. То је била прворазредна сензација за Европу јер је стављање крста значило да Фридрих жели да покрене поход против муслимана у Светој земљи. Било би то по први пут да неки цар, а не папа покрене крсташки рат.
Ипак, Фридрих неће бити тај који ће предводити крсташе. Иако у овом походу неће ни учествовати створио је идеју међу хришћанима о ослобођењу Свете земље.

## Поход Андрије Арпада
Примирје између крсташа и муслимана из 1204. године (шестогодишње) поштовале су обе стране. Године 1210. крунисан је нови јерусалимски краљ Јован Бријен иако је Јерусалим био у муслиманским рукама још од 1187. године. Саладинов наследник Малик ел Адил склапа са Јованом Бријенским мир и низ трговачких уговора. Он је потрајао све до 1217. године када су аустријски војвода Леополд и угарски краљ Андрија са неколицином војске извршили низ пљачкашких похода у Галилеји. Они се убрзо враћају кућама.

## Почетак рата
Након одласка краља Андрије крсташки барони могли су да одахну мислећи да ће моћи да наставе са мирним животом у пријатељству са муслиманима. Изненада у Свету земљу долазе крсташи из Фризије, Француске и Енглеске доносећи у Акру свеже снаге. План о освајању Египта поново је постао актуелан. Тако је отпочео Пети крсташки рат.

## Опсада Дамијете
Маја 1218. године крсташи опседају Дамијету. Муслимани већ у августу предају град. Исте године умире султан Малик ел Адил, а његова земља је подељена између синова: Египат је припао Малик ел Камилу, Дамаск и Јерусалим Малик ел Муазаму, а Џизра ал Ашрафу. Они су били додатно оптерећени бунама које су избиле након ел Адилове смрти.
Истовремено у Дамијету стиже папски легат Пелагије Галвани и преузима вођство од Жака од Витрија. Крсташи погођени епидемијом која је изненада избила у логору били су десетковани. Заразили су се неком врстом куге уз гангрену десни и ножних прстију. Убрзо након избијања епидемије умире шестина крсташа. То их је тргнуло из летаргије и 1219. године освајају град ал Адилија. Муслимани су клонули после ових пораза, а још више због вести да Фридрих Немачки креће у Свету земљу са великом војском.
Пелагије и Жак од Витрија покушавају мирним путем да преобрате муслимане у хришћанство. То је разлог неактивности крсташа. У Свету земљу долази и Фрања Асишки који такође покушава да преобрати муслимане. Чак одлази и у посету египатском султану ел Камилу. Намера му, наравно, није успела, али је Камил био одушевљен упорношћу Фрање и вратио га у крсташки логор са мноштвом поклона.

## Поход на Каиро и пропаст крсташке армије
Схвативши опасност од крсташа, Муазам и Камил нуде примирје и Галилеју, Палестину и Јерусалим без борбе. Пелагије одбија понуду упркос саветима Јована Бријена да их прихвати. Немајући стрпљења да чекају Фридриха, крсташи 12. јула 1220. године крећу у поход на Каиро. Рачуна се да је крсташку војску чинило 5000 витезова и око 40.000 пешадинаца. Муслиманска војска Камила се у паници повлачи.
Тада су крсташи начинили велику грешку. Превидели су пораст водостаја Нила и убрзо се нашли одсечени од свих путева морем блата. Више није било ни речи о наставку похода. Камил више није нудио старе услове. Крсташи су добили једино слободан пролаз до Средоземног мора одакле ће се вратити у Европу. Тако је завршен крсташки поход који је могао у потпуности да успе, али је због тврдоглавости крсташких вођа и непознавања ситуације завршен неуспехом.